# Tituly a vyznamenání Semjona Kurkotkina

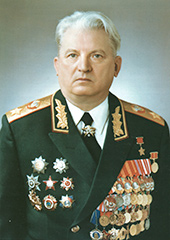
Semjon Kurkotkin v uniformě zdobené řadou vyznamenání

Semjon Konstantinovič Kurkotkin, sovětský vojevůdce a maršál Sovětského svazu, obdržel během svého života řadu sovětských i zahraničních řádů a medailí. Mezi nimi bylo devatenáct sovětských medailí a dvacet sedm vyznamenání cizích států.

## Vojenské hodnosti
- 1939: poručík
- do konce roku 1942: starší politruk
- 1943: major
- 1944: podplukovník
- 20. dubna 1950: plukovník
- 3. května 1955: generálmajor tankových sil
- 22. února 1965: generálporučík tankových sil
- 24. února 1967: generálplukovník
- 3. listopadu 1972: armádní generál
- 25. března 1983: maršál Sovětského svazu

## Vyznamenání

### Sovětská vyznamenání

#### Čestné tituly
- Hrdina Sovětského svazu – 18. února 1981 – medaile č. 11452 za velký přínos k výcviku a zvýšení bojeschopnosti vojsk, za osobní odvahu a odvahu prokázanou v boji proti nacistickým útočníkům během Velké vlastenecké války

#### Řády
- Leninův řád – 31. října 1967, 11. února 1977, 31. května 1980, 18. února 1981 a 19. února 1986
- Řád Říjnové revoluce – 4. května 1972
- Řád rudého praporu – 19. února 1942, 31. ledna 1943 a 7. října 1944
- Řád vlastenecké války I. třídy – 18. května 1944 a 11. března 1985
- Řád Kutuzova II. třídy – 6. dubna 1945
- Řád Bohdana Chmelnického II. třídy – 6. května 1945
- Řád rudé hvězdy – 20. dubna 1953
- Řád Za službu vlasti v ozbrojených silách III. třídy – 30. dubna 1975

#### Medaile
- Medaile Za bojové zásluhy – 1947
- Medaile 100. výročí narození Vladimira Iljiče Lenina
- Medaile Za zásluhy při obraně státní hranice SSSR – 1970
- Medaile Za vítězství nad Německem ve Velké vlastenecké válce 1941–1945
- Jubilejní medaile 20. výročí vítězství ve Velké vlastenecké válce 1941–1945
- Jubilejní medaile 30. výročí vítězství ve Velké vlastenecké válce 1941–1945
- Jubilejní medaile 40. výročí vítězství ve Velké vlastenecké válce 1941–1945
- Medaile Za osvobození Prahy – 1945
- Medaile Veterán ozbrojených sil SSSR
- Medaile Za upevňování bojového přátelství – 1973
- Medaile Za rozvoj celiny – 1956
- Medaile 30. výročí sovětské armády a námořnictva
- Medaile 40. výročí Ozbrojených sil SSSR
- Medaile 50. výročí Ozbrojených sil SSSR
- Medaile 60. výročí Ozbrojených sil SSSR
- Medaile 70. výročí Ozbrojených sil SSSR
- Pamětní medaile 800. výročí Moskvy
- Medaile Za bezchybnou službu I. třídy

### Zahraniční vyznamenání
- Bulharsko
  -  Řád Bulharské lidové republiky I. třídy – 1974
- Československo
  -  Řád rudé zástavy – 1969
  -  Medaile Za upevňování přátelství ve zbrani I. třídy
  -  Dukelská pamětní medaile – 1959
- Mongolsko
  -  Süchbátarův řád – 1981
  -  Řád rudého praporu – 1971
  -  Medaile Přátelství – 1968
- Polsko
  -  komtur Řádu znovuzrozeného Polska – 1968
  -  Kříž za chrabrost – 1968
- Rumunsko
  -  Řád Tudora Vladimireska I. třídy – 1974
- NDR
  -  Vlastenecký záslužný řád ve zlatě – 1972
  -  Scharnhorstův řád – 1972 a 1985